# ピエロ・インカピエ
ピエロ・マルティン・インカピエ・レイナ（Piero Martín Hincapié Reyna, 2002年1月9日 - ）は、エクアドル・エスメラルダス出身のサッカー選手。ブンデスリーガ・バイエル・レバークーゼン所属。エクアドル代表。ポジションはDF。

## 経歴

### クラブ
2016年11月にインデペンディエンテ・デル・バジェと契約。2019年に17歳でトップチームに昇格。8月10日のムシュク・ルナ戦でプロデビュー。
2020年8月20日、タジェレスと5年契約を締結。加入2年目の2021年シーズンに先発に定着。同年開催のコパ・アメリカ2021で評価を高め、6月にはヨーロッパの多くのビッグクラブからの関心が寄せられ、中でもセルティックが、インカピエの獲得を検討していると報じられたが、、8月にはバイエル・レバークーゼンがインカピエの獲得を迫っていると報じられた。
2021年8月16日、バイエル・レバークーゼンと5年契約を締結。

### 代表
2019年にペルーで開催された南米U-17選手権に、U-17のエクアドル代表で出場し、4位入賞。同年のFIFA U-17ワールドカップにも出場。2021年6月に2022 FIFAワールドカップ・南米予選に向けてのフル代表に初招集された。さらには2022 FIFAワールドカップのメンバーに選出され、開幕戦であるカタール戦に出場し、勝利に貢献した。

## 代表歴

### 出場大会
- エクアドル代表
  - 2022 FIFAワールドカップ

### 試合数
- 国際Aマッチ 30試合 1得点（2021年-）[7]

| エクアドル代表 | 国際Aマッチ | 国際Aマッチ |
| 年             | 出場        | 得点        |
| -------------- | ----------- | ----------- |
| 2021           | 12          | 1           |
| 2022           | 12          | 0           |
| 2023           | 6           | 0           |
| 2024           |             |             |
| 通算           | 30          | 1           |

## タイトル
バイエル・レバークーゼン
- ブンデスリーガ: 2023-24